# Spolni odgoj u Hrvatskoj
Prvi udžbenik seksualnog odgoja u Hrvatskoj tiskan je još 1965. Autor mu je bio Marijan Košiček, koji je radio kao seksualni terapeut. Godine 1973. tiskan je i priručnik za nastavnike. Košiček je slijedio načela seksologije, koja uključuju "liberalni" i "prosvjetiteljski" pristup seksualnom životu. Tadašnji pokušaji da se seksualni odgoj uvede u škole nisu međutim uspjeli. Košiček je tijekom 1970-ih i 1980-ih objavio niz popularno-znanstvenih i pedagoških knjiga o problemima seksualnih odnosa, frigidnosti, homoseksualnosti itd, te je imao rubrike seksualnih savjeta u časopisu Start i drugdje. 

## Spolni odgoj u neovisnoj Hrvatskoj

### Do 2012.
Diskusije o spolnom odgoju u osnovnim i srednjim školama započete su ponovo u prvoj polovici 2000-ih godina. Razvila se žestoka polemika između dva glavna pristupa: "liberalnog", oslonjenog na seksološka istraživanja i načela, i konzervativnog (vjerskog). Ova potonji temelji se na tzv. teologiji tijela koju je razradio papa Ivan Pavao II. Zastupala ga je udruga Teen Star, a zatim, od 2006., udruga Grozd. Protivnici tog pristupa okupili su se pod imenom Građanska koalicija Stop rizičnom spolnom odgoju. U praksi u školama, čak i iznošenje elementarnih činjenica biologije i dalje izaziva probleme. Javna rasprava uglavnom se svodi na tvrdokorno prepucavanje oko homoseksualnosti i pobačaja. Idejni je sukob nepomirljiv, a Ministarstvo prosvjete nije se usudilo donijeti odluku, tako da nikakva odluka o spolnom odgoju nije donesena do početka školske godine 2007.

## Vanjske poveznice
- Teen STAR
- Udruga grozd  Arhivirana inačica izvorne stranice od 7. studenoga 2007. (Wayback Machine)
- Građanska koalicija Stop rizičnom spolnom odgoju  Arhivirana inačica izvorne stranice od 15. rujna 2007. (Wayback Machine)